# 武田杏香
武田 杏香（たけだ きょうか、1999年1月22日 - ）は、日本の元女優、元歌手、元ダンサー。京都府出身。

## 略歴
EXPG大阪校に通う。
2011年、「VOCAL BATTLE AUDITION 3」で新ユニットbunnyのボーカル部門は合宿審査で落選するも、ダンスパフォーマンス部門に合格。bunnyのダンサーとして始動する。
2012年10月3日発売のシングル「Follow Me」よりE-girlsとしても始動する。
2014年4月20日、女優業移行のため、E-girlsを脱退。

### グループ脱退後
2014年10月1日、Grick所属となる。
2016年、Grickを辞める。同年10月29日、「ミスiD2017」でグランプリを獲得。
2017年4月、HOVERBOARD Inc.所属となる。kyoka名義で歌手として活動を開始する。
2018年3月、HOVERBOARD Inc.を辞める。同年5月、VENESIS AGENCY所属となる。

### 私生活
2020年10月1日、結婚。2021年4月8日に第1子となる女児を出産した。

## 出演

### 舞台
- リリオム（2012年5月 - 6月、青山円形劇場）[1][11] - ルイザ 役[要出典]
- 全 員 彼 女（2016年4月、小劇場B1）[12]

### テレビドラマ
- 明日の光をつかめ -2013 夏-（2013年7月 - 8月、東海テレビ） - ダンス部員 役[1]
- 恋文日和 第2話「図書室のラブレター」 （2014年1月13日、日本テレビ） - 高瀬リリコ 役[1]
- 神奈川県厚木市 ランドリー茅ヶ崎（2016年3月 - 4月、MBS） - 女子高生 役[要出典]

### 映画
- 私たちのハァハァ（2015年）[13]
- マスタード・チョコレート（2017年）[要出典]
- 血を吸う粘土（2017年、梅沢壮一監督） - 主演・日高香織 役[14]

### ミュージックビデオ
- AI・加藤ミリヤ・VERBAL「RUN FREE」（2013年）[1]

### CM
- リーボック「Reebok　CLASSIC RUN FREE」（2013年）[15]

### 雑誌
- DANCE generation（2012年 - 2013年）[要出典]
- 週刊プレイボーイ「スゴカワ2017」（2017年1月23日号）[16]

## 作品

### ミニアルバム
1. 18（2018年1月20日）
  - クラウドファンディングでイベントを開催し配布。